# Barredo (Porto)
Barredo este un mic grup de străzi și alei în trepte care constituie un micro cartier situat în cartierul Ribeira din centrul istoric al orașului Porto din Portugalia. Barredo, așezat pe o colină cu pante abrupte, este unul din cele mai vechi ansambluri locuite din oraș.
Principala stradă care străbate zona este Rua Barredo.

## Istoric
După primele așezări situate pe poziția înaltă din jurul fortificațiilor Catedralei din Porto, orașul a început să se extindă înspre malul fluviului Douro, iar construcțiile au început să apară în zona Barredo, pe toată coama colinei care coboară spre fluviu. Odată cu crearea, la sfârșitul secolului al XIX-lea, a portului Leixões în Matosinhos, oameni din diverse părți ale orașului Porto, dar și din alte localități, în special din provincia nordică Minho, au început să se mute în Barredo pentru a lua parte la activitățile economice generate de port. Nou-veniții erau în general oameni săraci, care trăiau în case înghesuite, separate de alei extrem de înguste, iar cartierul s-a degradat constant de-a lungul vremii.
În anii 1960, Facultatea de Arhitectură a Școlii Superioare de Arte Frumoase din Porto (ESBAP) a început să studieze problemele urbane și sociale din Barredo, precum și modalități de ameliorare și rezolvare a lor. Un colectiv condus de arhitectul Fernando Távora a cercetat diferite soluții de regenerare urbană în zona Barredo și a publicat, în anul 1969, o lucrare intitulată „Estudo de Renovação Urbana do Barredo” (în română Studiu de înnoire urbană în Barredo), devenită o piatră de temelie în istoria arhitecturii din Porto și cea a regenerării urbane a centrului istoric. Conform lui Távora, zona centrală urma să nu mai fie „un ghetou sau un munte de ruine, ci un centru viu și un frumos element de peisagistică urbană”.
În 1974, după victoria Revoluției Garoafelor, autoritățile au considerat necesară realizarea unui amplu proiect de reabilitare a zonei Ribeira, incluzând Barredo. În iunie 1974, în urma unei vizite în Barredo și a discuțiilor cu locuitorii cartierului, Secretarul de Stat pentru Habitat și Urbanism, arhitectul Nuno Portas, i-a solicitat arhitectului Jorge Gigante să devină comisar guvernamental și să se ocupe de managementul regenerării urbane a zonei Ribeira. Pe 28 septembrie 1974, prin ordin comun al miniștrilor Administrației Interne (MAI) și Echipării Sociale și Mediului (MESA), a fost creat Comisariatul pentru Renovarea Urbană a Zonei Ribeira/Barredo (în portugheză Comissariado para a Renovação Urbana da Área Ribeira/Barredo, prescurtat CRUARB). Condus inițial de arhitectul Gomes Fernandes, comisariatul a fost puternic influențat de ideile expuse în studiul lui Fernando Távora din 1969. Printre primele măsuri, Gomes Fernandes a propus extinderea reabilitării la întreaga arie urbană ocupată de centrul istoric al orașului Porto.
Între 1976 și 1981, zeci de case au fost renovate în fiecare an în cartierele Ribeira și Barredo, iar în 1982 CRUARB a încheiat reabilitarea zonelor cu cele mai degradate grupuri de clădiri. Pe 25 septembrie 1996, în urma masivelor lucrări de reabilitare și regenerare efectuate sub îndrumarea CRUARB, centrul istoric al orașului Porto (incluzând Barredo) a fost inclus în Patrimoniul Mondial UNESCO.

## Locuri de interes
Printre obiectivele turistice notabile din Barredo se numără Arco das Verdades, vestigiu al unui străvechi apeduct construit în secolul al XVI-lea, Escadas do Barredo, alei înguste sub formă de trepte care coboară spre malul fluviului, și Ascensorul din Ribeira.